# The Blinding EP
The Blinding er en EP fra det engelske indie-rockband Babyshambles. EP'en blev udgivet d. 4. december 2006.

## Numre
Alle sange er skrevet af Pete Doherty, alt musik er skrevet af Babyshambles.
""The Blinding" – 2:59
1. "Love You But You're Green" – 4:35
2. "I Wish" – 2:47
3. "Beg, Steal or Borrow" – 3:07
4. "Sedative" – 4:04